# Oberzentrum
Oberzentrum je německý pojem v oblasti územního plánování a hospodářské geografie označující podle teorie centrálních míst, vytvořené Walterem Christallerem, centrální místo nejvyšší úrovně.

## Pojem
Obercentra („velko“ centrum) a ostatní centra jsou definována v plánech a programech územního a regionálního plánování, definice jsou v různých Spolkových zemích rozličné. Obercentra bývají zpravidla obklopena více obcemi velikosti mittelzentrum (centrum střední úrovně), které mají centrální význam pro obce úrovně unterzentrum(centrum nejnižší úrovně). Vedle základních a periodických potřeb mohou být v obercentru uspokojovány i více specifické potřeby. To zahrnuje vedle nabídky infrastruktury a služeb pro mittelcentra a untercentra zejména:
- specializované obchody
- nemocnice se specializovanými odděleními
- divadla
- odborné a vysoké školy
- regionální úřady

Přesná definice úpravy fungování obercenter se liší podle spolkových zemí, také existuje různé stupňování. Tím pádem existují Obercentra nižšího a vyššího stupně. To například znamená, že třeba Kolín a Düsseldorf v Severním Porýní-Vestfálsku jsou obercentra vyššího stupně než například Krevele, jenž je obercentrem nižšího stupně. Existují také mittelcentra částečně plnící funkci obercenter, které disponují jen omezenou částí požadovaných služeb a kapacit. Mittelcentrům s částečnou funkcí obercentra mohou být podle potřeb poskytnuty prostředky za normálních okolností náležící obercentrům. Zároveň mají zajišťovací povinnost vůči obcím středního a nižšího stupně a musejí zajistit odpovídající nabídku a zařízení. Mimo to existují také Doppelzentren (doppelcentra-dvojcentra) a městské svazy, které v oboustranném rozšířením funkcí splňují požadavky na obercentra.
Zdroj: Plány územního rozvoje spolkových zemí

## Obercentra v Německu
| Obercentra: - Freiburg im Breisgau - Friedrichshafen–Ravensburg–Weingarten (Obercentra s funkcionálním rozšíření) - Heidelberg - Heilbronn - Karlsruhe - Konstanz - Lörrach–Weil am Rhein (Doppelcentrum) - Mannheim (Doppelcentrum tvořené za pomoci Ludwigshafen ležící ve spolkové zemi Porýní-Falc) - Offenburg - Pforzheim - Stuttgart - Tübingen–Reutlingen (Doppelcentrum) - Ulm (Doppelcentrum tvořené za pomociNeu-Ulm v Bavorsku) - Villingen-Schwenningen Mittelcentra s částečnou funkcí obercentra: - Baden-Baden Obercentra: - Amberg - Ansbach - Aschaffenburg - Augsburg - Bamberk - Bayreuth - Coburg - Deggendorf–Plattling - Hof - Ingolstadt - Kempten im Allgäu - Landshut - Memmingen - Mnichov - Neu-Ulm (Doppelcentrum tvořené za pomoci městaUlm v Bádensku-Wüntterbersku) - Norimberk–Erlangen–Fürth (centrální městský svaz) - Pasov - Řezno - Rosenheim - Schweinfurt - Straubing - Weiden in der Oberpfalz - Würzburg Možná Obercentra (mittelcentra s částečnou funkcí Obercentra): - Freising - Garmisch-Partenkirchen - Kaufbeuren - Kulmbach - Marktredwitz–Wunsiedel - Neumarkt in der Oberpfalz - Schwabach - Traunstein Metropole: - Berlín Obercentra: - Brandenburg an der Havel - Chotěbuz - Frankfurt nad Odrou - Postupim Obercentra: - Brémy - Bremerhaven Obercentra: - Hamburk - Hamburg-Harburg (pro region Cuxhaven–Stade–Lüneburg) Obercentra: - Darmstadt - Frankfurt nad Mohanem - Fulda - Gießen - Hanau - Kassel - Marburg - Offenbach am Main - Wetzlar - Wiesbaden (Doppelcentrum tvořené za pomoci města Mainz ve spolkové zemi Porýní-Falc) Mittelcentra s částečnou funkcí obercentra: - Bad Hersfeld - Friedberg (Hessen)–Bad Nauheim - Limburg an der Lahn (Doppelcentrum tvořené za pomoci města Diez ve spolkové zemi Porýní-Falc) - Rüsselsheim |  | Obercentra: - Neubrandenburg - Rostock - Schwerin - Stralsund–Greifswald Obercentra: - Celle - Göttingen - Hannover - Hildesheim - Lüneburg - Oldenburg - Osnabrück - Salzgitter–Braunschweig–Wolfsburg (s funkcionálním rozšířením) - Wilhelmshaven Mittelcentra s částečnou funkcí obercentra: - Delmenhorst - Emden - Hameln - Langenhagen - Lingen (Ems) - Nordhorn Obercentra: - Cáchy - Bielefeld - Bochum - Bonn - Dortmund - Düsseldorf - Duisburg - Essen - Hagen - Kolín nad Rýnem - Krefeld - Mönchengladbach - Münster - Paderborn - Siegen - Wuppertal Obercentra: - Kaiserslautern - Koblenz - Ludwigshafen (Doppelcentrum tvořené za pomoci města Mannheim ve spolkové zemi Bádensko-Württembersko) - Mohuč (Doppelcentrum tvořené za pomoci města Wiesbaden v Hesensku) - Trevír Mittelcentra s částečnou funkcí obercentra: - Bad Kreuznach - Diez (Doppelcentrum tvořené za pomoci města Limburg an der Lahn v Hesensku) - Landau in der Pfalz - Neuwied - Speyer - Worms Obercentra: - Saarbrücken Obercentra: - Chemnitz - Drážďany - Lipsko - Obercentrální městský svazek Bautzen–Görlitz–Hoyerswerda(s funkcionálním rozšířením) - Plavno - Zwickau Obercentra: - Halle (Saale) - Dessau-Roßlau - Magdeburg Mittelcentra s částečnou funkcí obercentra: - Bitterfeld-Wolfen - Lutherstadt Wittenberg - Naumburg/Saale Obercentra: - Flensburg - Kiel - Lübeck - Neumünster Obercentra: - Erfurt - Gera - Jena Mittelcentra s částečnou funkcí obercentra: - Altenburg - Eisenach - Gotha - Nordhausen - Weimar - Doppelcentrum Suhl a Zella-Mehlis - Městský svazek Saalfeld, Rudolstadt a Bad Blankenburg |

## Obercentra veŠvýcarsku
| Výraz obercentrum není co se Švýcarska týče příliš přesný. V případě použití tohoto systému by obercentry ve švýcarsku byla následující města: - Basel (Nordwestschweiz) - Bern - Biel/Bienne - Genf - Lausanne - Lugano (Tessin) - Luzern (Innerschweiz) - St. Gallen (Ostschweiz) - Winterthur - Zürich Mittelcentra s částečnou funkcí obercentra: - Aarau - Baden - Bellinzona - Chur (Kanton Graubünden) - Freiburg im Üechtland - Locarno - Neuenburg - Olten - Schaffhausen - Sion (Kanton Wallis) - Solothurn - Thun (Berner Oberland) - Zug |

## Obercentra vRakousku
| V Rakousku jsou obercentra rozlišována podle funkcí a zázemí do vícero ZO-stupňů (ZO= System der Zentralen Orten – systém centrálních míst). Jako hlavnímu městu spolkové republiky patří Vídni nejvyšší 8 stupeň. Zemským hlavním městům náleží 7 stupeň (v případě, že město poskytuje celkové zázemí) nebo 6 stupeň (v případě, že není schopno splnit všechny požadavky). Obercentra 5 stupně se od center 6 stupně jen tím, že nejsou zemským městem. Mittelcentrům jsou určeny stupně 4 (s úplným zázemím) nebo 3 (bez úplného zázemí) Obercentrum stupně 8: - hlavní město Vídeň Obercentra stupně 7: - Graz, Štýrsko - Linz, Horní Rakousy - Salcburk, Salcbursko - Innsbruck, Tyrolsko - Klagenfurt, Korutany Obercentra stupně 6: - St. Pölten, Dolní Rakousy - Bregenz, Vorarlbersko - Eisenstadt, Burgenland Obercentra stupně 5: - Krems an der Donau, Dolní Rakousy - Wiener Neustadt, Dolní Rakousy - Wels, Horní Rakousy - Steyr, Horní Rakousy - Feldkirch, Vorarlbersko - Dornbirn, Vorarlbersko - Leoben, Štýrsko - Villach, Korutany |